# Rencontres internationales du cinéma de patrimoine
Fondées le 18 octobre 2005 par Jean-Louis Langlois (président) et Frédéric Vidal (directeur général), les Rencontres internationales du cinéma de patrimoine et de films restaurés ont pour objectifs d'interpeller cinéphiles, élèves et étudiants, professionnels du 7e art et pouvoirs publics, sur le devenir des œuvres cinématographiques. 
Dans ce contexte, elles décernent chaque année, à l’issue d’un riche programme de projections (plus de 30 films), débats, master classes et expositions, les prix Henri-Langlois, sur les pas de celui qui consacra toute sa vie à la recherche et à la conservation des œuvres cinématographiques du patrimoine mondial. À cette occasion sont récompensés des techniciens, comédiens, réalisateurs, fondations et cinémathèques, remarqués aux quatre coins du monde, pour leur contribution à la connaissance et à la transmission du patrimoine cinématographique.
Les prix décernés tiennent compte des travaux récents des organismes qui œuvrent à la conservation et à la restauration des films, de l'actualité des comédiens et réalisateurs distingués dans la catégorie Coups de cœur sur le cinéma actuel, et de la carrière des personnalités du cinéma relevant du cinéma d'auteurs et des œuvres de patrimoine. Les prix Henri-Langlois ont constitué dès leur création un comité d'honneur présidé par la comédienne Claudia Cardinale et composé de nombreuses personnalités représentatives du monde du cinéma, de la télévision et de l'audiovisuel.

## Édition 2007
Hommage aux cinémathèques, fonds d’archives et fondations
Ont été mis à l'honneur dans cette catégorie : 
La cinémathèque de Bologne pour ses restaurations des premiers péplums (films de Giovanni Pastrone, Romano Borgnetto...) ; 
La cinémathèque de Berlin pour ses travaux sur des films de Murnau inconnus, retrouvés et restaurés ; 
Le fonds russe du cinéma Arkéion Films pour sa contribution à la restauration d’œuvres de S.M. Eisenstein (films et dessins originaux sur le théâtre) et Boris Barnet ; 
La fondation Jérôme Seydoux-Pathé pour la constitution d’un fonds documentaire de référence autour de l’œuvre du Vincennois Charles Pathé et les archives Pathé pour leurs travaux sur les films de la première école burlesque (André Deed, Ferdinand Zecca, Alfred Machin...) ; 
Les films Max Linder pour un hommage à l'acteur.
Les grands classiques de l’histoire du cinéma
Dans cette catégorie, projections, débats et master classes permettront de découvrir ou redécouvrir des œuvres de Grigori Kozinstev (Hamlet), de Carol Reed (Le Troisième Homme), d’Orson Welles, de Billy Wilder (Ariane), Anthony Mann (L’Appât) ou encore Francesco Rosi (Salvatore Giulano). 
Coups de cœur sur le cinéma actuel
Plusieurs réalisateurs seront à l’honneur dans cette catégorie, dont Rémi Mauger (Paul dans sa vie) et Maria de Medeiros (Capitaines d'avril), ainsi que deux des lauréats des prix Henri-Langlois 2007, le tunisien Nacer Khémir (Bab'Aziz, le prince qui contemplait son âme), et le malien Souleymane Cisse (Yeelen).

## Édition 2008
Les Rencontres internationales du cinéma de patrimoine se sont déroulées du 24 au 28 janvier 2008.

## Édition 2009
La quatrième édition des Rencontres s'est déroulée du 29 janvier au 2 février 2009. Étaient notamment invités Ken Loach, Theo Angelopoulos, Anouk Aimée et Yasmina Reza.
Un hommage a été rendu à Jacques Tati avec la projection de plusieurs de ses films, une exposition  et une séance d’extraits commentés. André Delpierre, l’accessoiriste du cinéaste, était présent.
Dans le cadre de l’« Année de la France au Brésil » a eu lieu un cycle de projections de films de la cinémathèque du Brésil tels qu'Orfeu Negro de Marcel Camus ou La Parole donnée d'Anselmo Duarte, qui ont remporté la Palme d'or respectivement en 1959 et 1962.
L'ECPAD a participé à l'événement en projetant plusieurs films historiques inédits sur la Première Guerre mondiale et le génocide ukrainien de 1933.

## Édition 2010
Les cinquièmes Rencontres Internationales du cinéma de patrimoine se sont déroulées du 29 janvier au 1er février 2010.
L'affiche a été réalisée par la reporter-dessinatrice Catherine Dubreuil, dont Federico Fellini disait « Regarder ses notes graphiques, c'est revoir le film »[réf. souhaitée]. Elle a couvert les tournages de réalisateurs prestigieux tels que Roman Polanski ou Ettore Scola.
Projections
Des copies neuves et restaurées de grands classiques ont été présentées au public. La programmation comportait notamment Voyage à Tokyo de Yasujiro Ozu, Lettre d'une inconnue de Max Ophüls, Marty de Delbert Mann, Kwaïdan de Masaki Kobayashi ou On murmure dans la ville de Joseph L. Mankiewicz.
Hommages et portrait
Des hommages ont été consacrés à des réalisateurs : Douglas Sirk, Alain Corneau, Jean-Pierre Mocky, Claire Denis et Jacques-Rémy Girerd dont plusieurs films ont été projetés. La comédienne Juliette Binoche était également mise à l'honneur par la projection de deux films sur son travail réalisés par Marion Stalens.
Cycles
Une des principales thématiques de cette édition a été celle de l'enfance. Ont été projetés dans cette optique L'Incompris de Luigi Comencini, Oliver Twist de David Lean, Europe 51 de Roberto Rossellini, Le Pélican de Gérard Blain, Le Messager de Joseph Losey, et Où est la maison de mon ami ? d'Abbas Kiarostami (lauréat d'un prix Henri Langlois en 2006).
Autre thème évoqué : celui des guinguettes, qui a donné au cinéma français en général et francilien en particulier des films comme Casque d'or de Jacques Becker ou Une partie de campagne de Jean Renoir.
Les Rencontres ont par ailleurs proposé de poursuivre l'exploration du cinéma burlesque muet avec la découverte de l'univers d'Harold Lloyd dans le célèbre Monte là-dessus.
La cinémathèque de Berlin et la Fondation Murnau ont été distinguées pour leurs récents travaux de restauration de quelques-uns des films majeurs du cinéma allemand. Elles sont venues présenter Extase de Gustav Machatý, La Lumière bleue de Leni Riefenstahl, Le Joueur de flûte de Hamel de Paul Wegener, Je baise votre main, Madame, de Robert Land, L'Enfer blanc du Piz Palü de G.W. Pabst et Arnold Fanck.
Débats et tables rondes
Des débats et masterclasses animés par des réalisateurs, comédiens, techniciens, journalistes ou historiens du cinéma ont été proposés aux festivaliers, en amont ou à l'issue des projections. D'autres animations étaient également prévues : rencontres hors-cadre, vente aux enchères, dédicaces, etc.